# Valentine's Day in Quahog
Valentine's Day in Quahog (titulado Día de San Valentín en Quahog en España) es el duodécimo episodio de la undécima temporada y el número 200 en general de la serie de televisión cómica animada Padre de familia. Se estrenó originalmente el 10 de febrero de 2013 en FOX en los Estados Unidos, fue escrito por Daniel Palladino y dirigido por Bob Bowen.
En el episodio se desarrollan breves historias de personajes que viven su día de San Valentín en Quahog. El episodio fue clasificado TV 14 DLSV, para mayores de 14 años por su diálogos sugestivos intensos, lenguaje grosero fuerte,  situaciones sexuales intensas y violencia intensa.

## Argumento
Seguido de una introducción al episodio especial, se cuentan varias historias que ocurren el día de San Valentín en Quahog:
- Lois le propone a Peter quedarse todo el día en la cama. Cuando Peter trata de hacer cosas románticas, Lois descubre que pasar el día juntos no es tan ordenado como lo planeado. Peter recibe una llamada de una antigua novia que intenta separar a Peter de Lois.
- Meg sale a una cita con un chico del Internet llamado Toby que realmente cree que ella es mucho más guapa que una foto que ella le envió. En su cita, Meg encuentra cosas que tienen en común, pero es sedada y termina en una habitación de un motel y se despierta para encontrar que Toby le robó el riñón. A pesar de su falta de riñón, ella quiere que toby cumpla su promesa de pasar un día entero juntos. Fiel a su palabra, tienen cita de un día completo. Después de su día, Toby da a Meg su riñón y se besan.
- Cuando Quagmire descubre que su cita de la noche anterior sigue ahí la corre, ella enfurecida afirma que tendrá lo que se merece. Después de un choque de un tampón electrónico que la mujer dejó, al despertar descubre que todos la ven como una mujer, de hecho, tiene identificaciones que afirma que se llama "Glenda Vahjmire". Pronto comienza a sentir acoso de otros hombres, como Joe quién intenta tener una conversación cariñosa con él o con el Dr. Hartman, cuando le pide hacer un examen pelvico. Tras estos hechos, el reflexiona y decide ser otra persona, al final decide convertirse en "Lesbiana".
- Consuela se cuela a través de la frontera para estar con su marido Juan. y hacen el amor.
- Chris visita a Herbert por el dinero de suscripción del peridoico, pero al llegar lo recibe su sobrina nieta, sandy, quién rápidamente se enamora de él. Herbert decide ayudarla a que salgan en una cita para poder estar más cerca de Chris.
- Decidido a averiguar cómo el amor era en los años 60 en Quahog, Stewie se enamora de una chica en un viaje en el tiempo, la sigue y la besa, después descubre que es Lois, ya que su abuelo Carter Pewterschmidt se la lleva en un automóvil, después de haber vomitado Stewie regresa al presente, donde Brian hace comentarios que hacen sentir más mal a Stewie.
- Para ayudar a Brian a llegar al fondo de su falta de éxito con las mujeres, Stewie invita a todos las exnovias de Brian. (Jillian Russell, Cheryl Tiegs, Lauren Conrad, el papá de Quagmire Dan/Ida, Carolyn de "Love, Blactually" Brooke Roberts de "Brian the Bachelor", Rita de "Brian's Got a Brand New Bag," Tina de  "The Thin White Line", Denise de "Tiegs for Two", Kate de "The Blind Side", la perra de Carter Pewterschmidt Seabreeze de "Screwed the Pooch," Tracy Flannigan de "The Former Life of Brian", Cindy de "Yug Ylimaf", la señorita Emily de "Be Careful What You Fish For", la chica del colegio de  "Mr. and Mrs. Stewie", y Gizmo  de Gremlins y Gremlins 2: The New Batch), Cuando todas dicen defectos de Brian, él se enoja y arremete contra las críticas y comienza a repartir las críticas a ellas. Finalmente se dirige a Stewie, él ordena a las mujeres a perseguirlo, y así lo hacen por todas las calles de la ciudad.
- Después de proceder al nombramiento de una calabaza como el nuevo jefe de policía, el alcalde Adam West descubre que Carol pasa el tiempo con el alcalde de Weekapaug y se compromete a recuperarla. El alcalde West llega a tiempo a al apertura de una parque y reclama el amor de Carol, entonces el alcalde de Weekapaug decide iniciar una batalla, al final el alcalde West planta una bandera en el ojo del alcalde de Weekapaug y así se marchan felices.

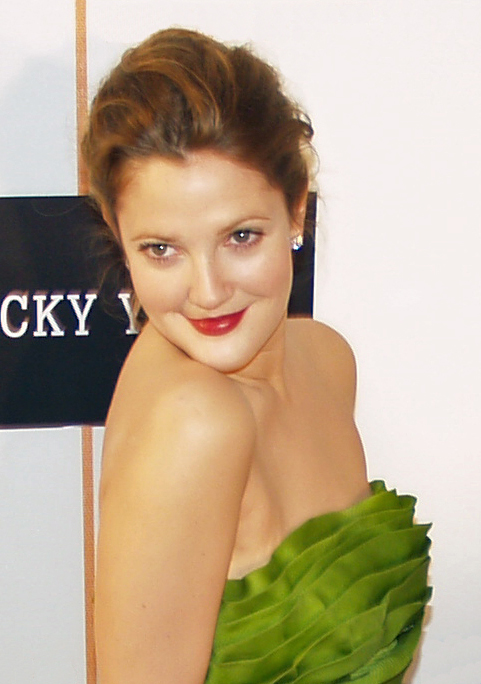
Drew Barrymore fue invitada especial en el episodio como Jillian Russell.

Al final del día, las siguientes escenas se producen:
- Peter y Lois hacen el amor apasionado cuando Peter Recuerda tener relaciones sexuales con otra mujer en su boda.
- Meg guarda su riñón en su habitación como recuerdo.
- Chris y Sandy tienen una cita, mientras Herbert los observa.
- Brian está acostado en la cama sonriendo con cada una de sus novias pasadas (a excepción de Tracy) habiendo tenido una orgía con ellas.
- Lois da a Stewie su beso de las buenas noches, él termina vomitando de nuevo.
- El alcalde West corta las cintas de Carol tal y como si fuera a ser la apertura de algún lugar.
- Consuela llega a su casa con su familia.

## Recepción

### Audiencia
El episodio recibió una calificación de 2.5 en Índice de audiencia y fue visto por un total de 4.710.000 personas, esto lo convirtió en el programa más visto en la dominación de la animación esa noche superando The Cleveland Show, Bob's Burgers , American Dad! y Los Simpson.

### Recepción Crítica
Kevin McFarland de La A.V. Club le dio al episodio una B, diciendo: "Esto es una parodia competente de un blanco fácil, ensartando las abultadas, monótonas románticas películas de caricaturas que de alguna manera hicieron un hueco en la taquilla en los últimos años. No es un destacado, pero "Valentine's Day in Quahog" logró evitar ser sólo otro episodio del día de San Valentín por burlarse de los ejemplos más básicos de la forma". John Blabber de Bubbleblabber dio al episodio un 7/10 y dijo, "quizás tu comedia romántica de la novia obsesionada sea el capítulo de la semana mientras The Walking Dead se prende, pero aparte de eso conseguimos un poco de decepción
."

## Referencias culturales

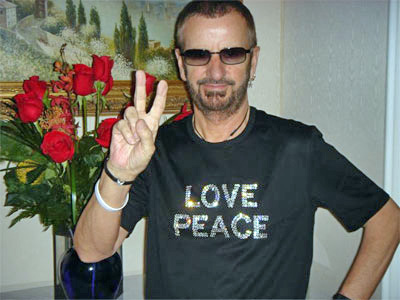
Ringo Starr fue parodiado en un Flashback.